# Pharmacis
Pharmacis — род чешуекрылых насекомых из семейства тонкопрядов.

## Описание
Передние крылья без блестящих полос или пятен. Тергиты с небольшими парными треугольными выростами на вершине. Вальвелла без выростов и зубцов по наружному краю.

## Систематика
В составе рода:
- Pharmacis aemilianus (Costantini, 1911)
- Pharmacis anselminae (Teobaldelli, 1977)
- Pharmacis bertrandi (Le Cerf, 1936)
- Pharmacis carna (Denis & Schiffermüller, 1775)
- Pharmacis castillanus (Oberthür, 1883)
- Pharmacis claudiae Kristal & Hirneisen, 1994
- Pharmacis fusconebulosa (De Geer, 1778)
- Pharmacis pyrenaicus (Donzel, 1838)